# ديريك بلاكبيرن
ديريك بلاكبيرن هو سياسي كندي، ولد في 16 يونيو 1934 في سو ساينت ماري في كندا، وتوفي في 12 أكتوبر 2017 في غاتينو في كندا. حزبياً، نشط في الحزب الديمقراطي الجديد. وقد انتخب عضو مجلس العموم الكندي.